# Сцена в китайската пералня
„Сцена в китайската пералня“ (на английски: Chinese Laundry Scene) е американски късометражна няма комедия от 1895 година на режисьорите Уилям Кенеди Диксън и Уилям Хейс с участието на Фил Дорето и Робета, заснет в лабораториите на Томас Едисън в Ню Джърси.

## Сюжет
Пред пералнята, един китаец удря с кошница по главата полицай, след което се втурва във вътрешността. Полицаят тръгва след него, само за да види как китаеца излиза от другата страна през въртяща се врата. Полицаят не се отказва от преследването, но да улови пъргавия китаец се оказва непосилна задача за него.

## В ролите
- Фил Дорето
- Робета[3]